# Браун, Роберт (актёр)
Роберт Джеймс Браун (23 июля 1921 – 11 ноября 2003) — английский актёр, наиболее известным по роли М в фильмах о Джеймсе Бонде с 1983 по 1989 год, сменивший Бернарда Ли, умершего в 1981 году.
Браун впервые появился в роли М в фильме «Осьминожка» в 1983 году.
Браун родился в Суонедже, графство Дорсет, и умер там же 11 ноября 2003 года в возрасте 82 лет. Прежде чем появиться в фильмах о Бонде, у него была долгая карьера актёра эпизодических ролей в кино и на телевидении. У него была главная роль в телесериале 1950-х годов «Айвенго», где он сыграл Гурта, верного спутника Айвенго, которого сыграл Роджер Мур. Ранее он не упоминался в титрах в роли охранника замка в фильме «Айвенго» 1952 года. В титрах он не упоминался и в роли мастера галеры в «Бен-Гуре» (1959) и в роли фабричного рабочего Берта Харкера в мыльной опере BBC 1960-х годов «Новички». В «Миллионе лет до нашей эры» (1966) он сыграл хрюкающего пещерного человека Ахоба, жестокого вождя варварского «племени Скалы».
Браун впервые появился во франшизе о Джеймсе Бонде в фильме «Шпион, который меня любил» в роли адмирала Харгривза, сыграв вместе с Ли. После смерти Ли в январе 1981 года Брокколи и другие продюсеры решили исключить M из For Your Eyes Only из уважения к Ли и поручили его реплики начальнику штаба M Биллу Таннеру. В 1983 году Браун был нанят на роль М по рекомендации исполнителя роли Бонда, актёра Роджера Мура, его коллеги по фильму «Айвенго» и отца крестницы Брауна Деборы. Никогда не было четко установлено, был ли Браун тем же М, что и персонаж Ли, или другим М, возможно, повышенным Харгривзом. В 1995 году Брауна сменила Джуди Денч в роли М в «Золотом глазе».

## Избранная фильмография
Всего Роберт Браун снялся в пяти фильмах о Джеймсе Бонде.
- Шпион, который меня любил (1977) — адмирал Харгривз (возможно, тот же персонаж, что и М., которого он играл в последующих фильмах)
- Осьминожка (1983) — М
- Вид на убийство (1985) — М.
- Искры из глаз (1987) — М
- Лицензия на убийство (1989) — М